# Törökkoppány, Somogy
Törökkoppány  este un sat în districtul Tab, județul Somogy, Ungaria, având o populație de 430 de locuitori (2011). 

## Demografie
Componența etnică a satului Törökkoppány
     Maghiari (98,77%)
     Romi (1,23%)
Componența confesională a satului Törökkoppány
     Romano-catolici (60%)
     Fără religie (4,65%)
     Reformați (2,56%)
     Necunoscută (32,79%)
Conform recensământului din 2011, satul Törökkoppány avea 430 de locuitori. Din punct de vedere etnic, majoritatea locuitorilor (98,77%) erau maghiari, cu o minoritate de romi (1,23%).  Din punct de vedere confesional, majoritatea locuitorilor (60,0%) erau romano-catolici, existând și minorități de persoane fără religie (4,65%) și reformați (2,56%). Pentru 32,79% din locuitori nu este cunoscută apartenența confesională.